# Cung điện Kanbawzathadi

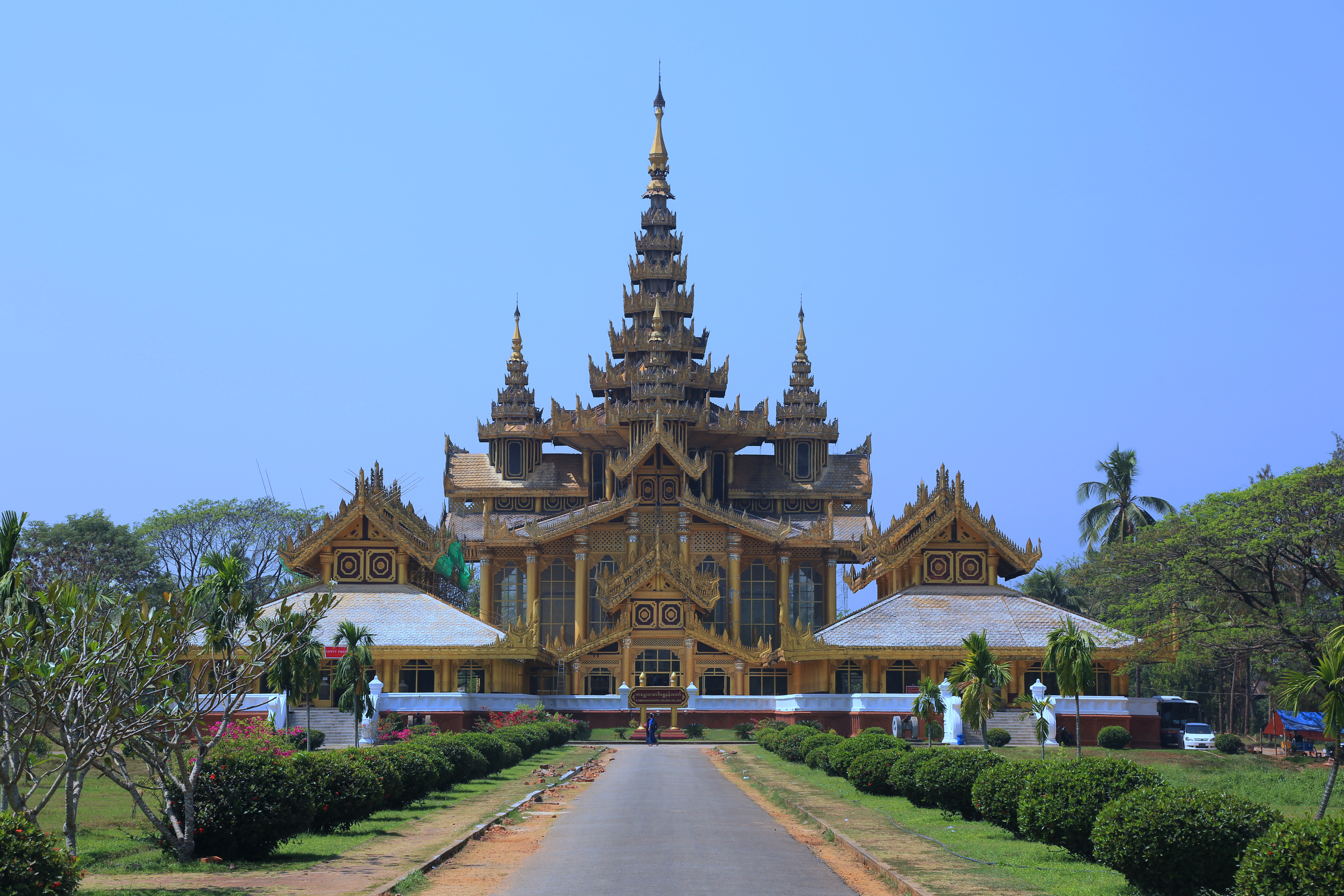
Cung điện Kanbawzathadi

Cung điện Kanbawzathadi (tiếng Miến Điện: ကေမ႓ာဇသာဒီနန္းေတာ္, phát âm [kàɴbɔ́za̰θədì ʃwè náɴdɔ̀]) là một cung điện ở Bago, Myanmar. Cung điện ban đầu được Vua Bayinnaung cho xây vào năm 1556, bao gồm 76 phòng ốc. Năm 1599, cung điện bị hỏa hoạn thiêu hủy. Năm 1990, Chính phủ Myanmar khởi công tái thiết cung điện và công trình được hoàn thành vào năm 1992. Cung điện nguy nga tráng lệ này thể hiện sự thịnh vượng của đế chế thứ hai của người Miến.
Cung điện gốc được vua Bayinnaung của nhà Taungoo - một trong những vị vua vĩ đại của Myanmar - cho xây vào năm 1553 trên một khu đất rộng khoảng 28,3 hecta. Những người phương Tây từng đến thăm cung điện cổ mô tả lại về sự nguy nga tráng lệ của cung điện, chẳng hạn như điện triều kiến trong cung được lợp bằng các tấm vàng. Năm 1599, cung điện bị chính quân Myanmar thiêu rụi trước khi rút lui khỏi kinh thành trong đợt quân Xiêm tấn công sang Myanmar. Tàn tích của cung điện sau đó cũng bị bỏ hoang phế. Mãi đến năm 1990, các dự án khai quật mới được tiến hành. Các nhà khoa học đã tìm thấy nhiều gạch, 167 cột trụ bằng gỗ tếch trong đó có 135 cột có khắc các văn bản bằng chữ Môn ghi các địa phương và cá nhân đã cúng tiến để xây cung điện. Các nhà khoa học cũng tìm thấy hơn 2000 hình Phật.
Cung điện xây lại dựa vào thiết kế gốc được phát hiện trên cơ sở các khai quật khảo cổ và các bản vẽ gốc về công trình. Cung điện xây lại cũng bao gồm 76 phòng ốc. Tuy nhiên, các đồ nội thất Hoàng gia thật sự bên trong thì không còn nhiều do hỏa hoạn.
Chỉ một số tòa trong cung điện là được xây lại. Điện triều kiến là tòa lớn nhất. Đây là nơi vua họp với các đại thần. Điện này còn được gọi là Điện Ngai Sư tử Hoàng gia vì ngai vua Thihathana hay Ngai Sư tử được đặt ở đây. Phía trong toàn điện này được sơn vàng. Một bản sao của Ngai Sư tử và một số cột gỗ tếch được trưng bày trong điện.
Điện Ngai Bhammayarthana hay Điện Ngai Ong là nơi vua ở, bao gồm phòng ngủ và long sàng. Điện này có mái nhiều lớp kiểu Myanmar. Các điện khác dành cho các thành viên khác của hoàng gia.
Cung điện Kanbawzathadi từng có chín ngai vàng, mỗi cái được trang trí bằng những motif khác nhau và sử dụng trong những dịp khác nhau. Tám trong số đó đã bị lửa thiêu hủy, chỉ còn Ngai Sư tử (Ngai Thihathana). Gọi là Ngai Sư tử vì có hình sư tử được trạm trên ngai. Ngai này làm bằng gỗ quý, hiện được lưu giữ và trưng bày ở Bảo tàng Quốc gia ở Yangon.
Trong cung điện ngày nay có một viện bảo tàng, nơi lưu giữ, trưng bày và nghiên cứu các hiện vật và đồ tạo tác tìm thấy trong các cuộc khai quật khảo cổ cùng những thông tin về triều Taungoo.